# Ectropis striata
Ectropis striata là một loài bướm đêm trong họ Geometridae.